# José Antonio de Areche
José Antonio de Areche Zornoza (* 1731 in Balmaseda, Provinz Bizkaia, Spanien; † 28. Oktober 1789 in Bilbao, Spanien) war ein spanischer Jurist, Kolonialverwalter, der als General-Visitor im Vizekönigreich Peru und als spanischer Kolonialminister amtierte.

## Leben
Areche kam im Baskenland als Sohn von Marcos Areche Puente und Ángeles de Fuentes Santurce y Zornoza zur Welt.
Er studierte Rechtswissenschaft und machte 1751 den Abschluss als Bakkalaureus. Im Anschluss blieb er am Kolleg Santa Catalina de México, 1756 erwarb er den Doktorgrad in kanonischem Recht und amtierte als Rektor. 1759 wechselte er als Professor an die angesehene Universität Alcalá.
1765 ernannte ihn der Hof zum Oidor an der Real Audiencia von Manila auf den Philippinen. 1767 schiffte er sich in Cádiz ein, um sein Amt anzutreten. Auf dem Weg wurde er aber in Mexiko vom Vizekönig Carlos Francisco de Croix aufgehalten und an die Real Audiencia von Mexico berufen, wo dringend die Position des Fiscal del Crimen (Strafrichter und Staatsanwalt) zu besetzen war. Im November 1767 bestätigte die spanische Kolonialverwaltung die Ernennung auf Dauer. Bis 1774 stieg Areche zum Fiscal auf. In einem Bericht an Vizekönig Antonio María de Bucareli y Ursúa analysierte er schonungslos die wirtschaftliche Lage Mexikos: Rückständige Methoden und die Abhängigkeit der Landarbeiter von den Großgrundbesitzern drückte die Agrarproduktion und führte zu Landflucht. Die Landarbeiter wurden weitgehend in Naturalien bezahlt, worunter Händler und Handwerker litten.
Sein Arbeitseifer und seine Disziplin sowie sein Eintreten für die bourbonische Reformpolitik von Karl III. machten José de Gálvez y Gallardo, den General-Visitor für das Vizekönigreich auf ihn aufmerksam. Als Gálvez nach seiner Rückkehr nach Spanien 1776 zum spanischen Kolonialminister ernannt worden war, berief er Areche als General-Visitor nach Peru und ernannte ihn als Mitglied des Indienrates. Auch in den Orden Karls III. wurde Areche aufgenommen.
Im Juni 1777 kam er in Lima an, um dort die umfassenden Verwaltungs- und Fiskalreformen umzusetzen, die Gálvez in Neuspanien eingeführt hatte und in seiner neuen Tätigkeit als Kolonialminister für das gesamte spanische Kolonialreich vorschrieb. Dabei stieß er auf erheblichen Widerstand seitens des Vizekönigs Manuel de Guirior und auch durch die kreolische Oberschicht, die um ihre Privilegien und Pfründen fürchtete. Konkret entbrannte der Streit zwischen dem Vizekönig und dem Visitor, als Areche die Erhöhung einer Verkaufssteuer anordnete. Guirior klagte in einem Brief an den spanischen Hof in ungewöhnlich harten Worten über den Führungsstil von Areche. Den Machtkampf entschied allerdings der Visitor für sich: Karl III. ließ 1780 Guirior absetzen und ersetzte ihn durch Agustín de Jáuregui, der als Gouverneur in Chile als energischer Reformer aufgefallen war.
Während Areches Zeit in Peru kam es dort mehrfach zu Aufständen der einheimischen Bevölkerung -- darunter die Rebellion unter José Gabriel Condorcanqui, der sich Tupac Amaru II. nannte. Areche führte gemeinsam mit General José Antonio de Valle eine Truppe von 17.000 Mann, um das aufständische Cusco zu belagern. Erst durch Verrat auf Rebellenseite gelang es, den Führer der Rebellion zu verhaften und den Aufstand niederzuschlagen.
Die extreme Härte, mit der Areche die Revolte niederschlagen ließ, führte 1781 zu seiner Absetzung. Gálvez entsandte Jorge Escobedo als neuen Visitor. Areche kehrte nach Spanien zurück und nahm seinen Platz im Indienrat ein. Als Gálvez starb, erhielt Areche den Posten als Kolonialminister (bereits unter der Herrschaft von Karl IV.), allerdings nur zu einem Drittel der Bezüge. Er zog in seine Heimatprovinz, wo er im Oktober 1789 starb.